# 镰鱼
镰鱼（学名：Zanclus cornutus）为镰鱼科镰鱼属的鱼类，俗名角镰鱼、角蝶魚、神像魚、神仙魚，其下僅有一屬一種。属于暖水性鱼类。其一般生活于礁盘浅水海域。该物种的模式产地在东南亚。

## 命名
卡爾.林奈(Carl Linnaeus)於1758年在《自然系統》第10版中首次將摩爾神像正式描述為Chaetodon cornutus，並以印度洋作為其模式產地。1831年，喬治·居維葉 (Georges Cuvier) 將其分類為新的單一屬Zaclus。1876年，Pieter Bleeker提出了單型Zanclidae科。Zanclidae 屬於刺尾魚目(Acanthuriformes)。有些作者將本種歸類為刺尾魚科，但尾柄上沒有刺是該物種與刺尾魚之間的明顯區別。

## 分布
本魚廣泛分布於印度洋和太平洋區，包括東非、馬達加斯加、模里西斯、塞席爾群島、馬爾地夫、斯里蘭卡、印度、安達曼海、紅海、阿拉伯海、泰國、馬來西亞、印尼、菲律賓、日本、台灣、中國沿海以及西沙群岛、南沙群岛、新幾內亞、澳洲、新喀里多尼亞、所羅門群島、馬里亞納群島、馬紹爾群島、斐濟群島、夏威夷群島、法屬玻里尼西亞、密克羅尼西亞、帛琉、諾魯、東加、吉里巴斯、萬那杜、吐瓦魯、美屬薩摩亞、西薩摩亞、加拉巴哥群島、墨西哥、祕魯、厄瓜多、豪勳爵島、美國加利福尼亞州等海域。

## 深度
水深1至180公尺。

## 特徵

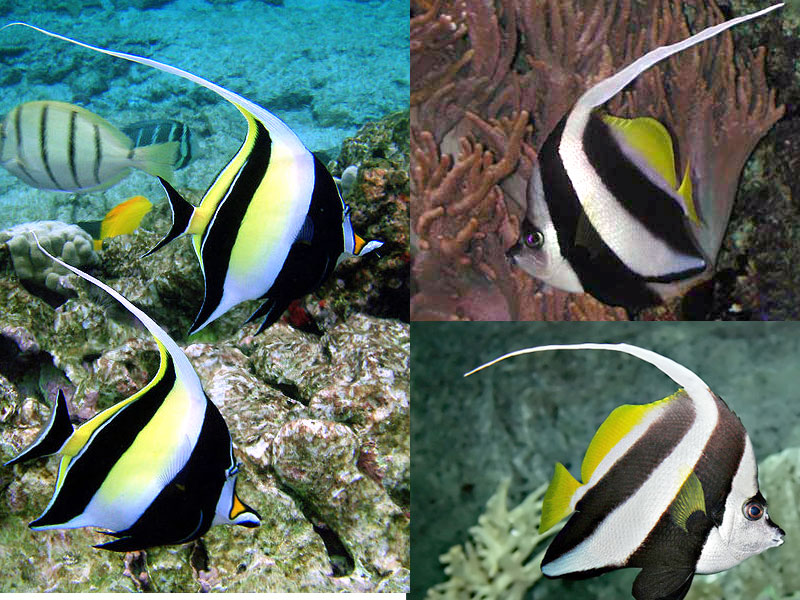
左邊兩張都是鐮魚,右邊上面多棘馬夫魚（Heniochus diphreutes）、右邊下面是馬夫魚（Heniochus acuminatus），容易和角鐮魚混淆

样貌与锦旗鱼相似，但两眼更突出，底色白色的部分白中带黄，身体有至少两条黑色条纹，背鳍长像瓢带，常见身长2.3厘米。本魚體短而高，近於菱形，極側扁。故有纖毛狀細櫛麟。吻間前突出如管狀，不可任意伸縮。上下頜齒細長，如刷毛狀，唇厚。眶間區凸起生出一對銳角。胸前因鳥喙骨與匙骨特別發達，形成一個堅強之胸甲(Thoracic cuirass)。背鰭一枚且連續，具4枚硬棘，其中第四枚延長為絲狀，但隨年齡而漸短。臀鰭具3枚硬棘，後緣垂直。胸鰭圓形，鰓裂小，向下不達口之水平位。尾鰭後略凹入，側線完全，成顯著弧形。尾柄無棘是和粗皮鯛最主要的差異。本魚的體色黃白相間，體側具2黑寬橫帶，鼻子上有一個黃色鞍狀斑，尾鰭黑色末端具白緣，呈新月形。體長可達26公分。另外本魚和馬夫魚(又稱白吻雙帶立旗鯛)類似，乍看之下容易混淆。

## 生態
通常小群出現，但偶爾以成百計數的聚集。棲息環境變化大，從硬底質之渾濁港口和珊瑚礁平台到深及百公尺的乾淨珊瑚礁緣深溝皆可發現其蹤跡。主要以海綿、珊瑚等為食，但亦吃其他動物及植物性物質，其管狀的吻部即適於小礁穴中搜尋無脊椎動物。本魚之幼魚期相當長，體長約6公分以上，始降為底棲性，故散布很廣闊。遇敵或受驚嚇時能迅速隱蔽於礁盤洞穴或縫隙中。晚間靜棲於水底，呈睡眠狀，為保護自身免於敵害侵擾，體色也隨之轉成暗色，與周圍環境一致。

## 經濟利用
其食性可喂食碎屑状饵料和藻类，适宜水温为25摄氏度。
為高價值的觀賞魚。不適合食用。

## 文化關聯
角鐮魚英文俗名為Moorish idol，源自於某些東方人對本魚的敬意。一旦捕獲，即需對它很尊敬的鞠躬後，再放回海裡。
而在海底總動員中，也出現了名叫Gill（吉哥）的鐮魚。